# Porta Nuova (Ravenne)
La Porta Nuova, également appelée Porta Gregoriana ou Porta Pamphilia, est une porte monumentale de Ravenne, située à l'extrême sud de la Via di Roma, dans la partie sud de la ville. 

## Histoire
Les origines de cette porte remontent à la fin du XVIe siècle, quand; en 1578, on a  décidé de remplacer la porte San Lorenzo existante qui était en mauvais état. 
La Porta Nuova a donc été érigée entre 1580 et 1585 à environ 150 mètres de l'entrée précédente et appelée Porta Gregoriana en l'honneur de Grégoire XIII le pape régnant de l'époque. Les travaux ont été réalisés par le président de la Romagne, Giovanni Pietro Ghisleri. 
Les travaux faisaient partie d'un processus de rénovation de la zone qui a accompagné la construction de la basilique de Santa Maria in Porto et le renouvellement de la route de Cervia. Un pont a également été construit sur la rivière Ronco qui traversait la ville près de la porte. En outre, une inscription a été placée, laquelle  énumère les travaux promulgués par le pape dans la région de Ravenne, rappelant la remise en état de certains marais environnants, la réhabilitation des marais salants de Cervia et la restauration du port de Cesenatico. 
Au début du XIXe siècle, l'hypothèse d'une restructuration de la porte lui a donné une connotation plus monumentale. À cet égard, l'architecte Pietro Matteucci a préparé le dit « projet de réduction de Porta Nuova » qui proposait un style néo-classique.  
Après l'unification de l'Italie, elle a également été appelée Porta Garibaldi, en raison de la rue homonyme qui la traversait. Cependant, bien que renommée plusieurs fois, la dénomination la plus courante reste la dénomination officieuse de Porta Nuova, obtenue à l'origine, après le remplacement de la porte San Lorenzo précédente. 

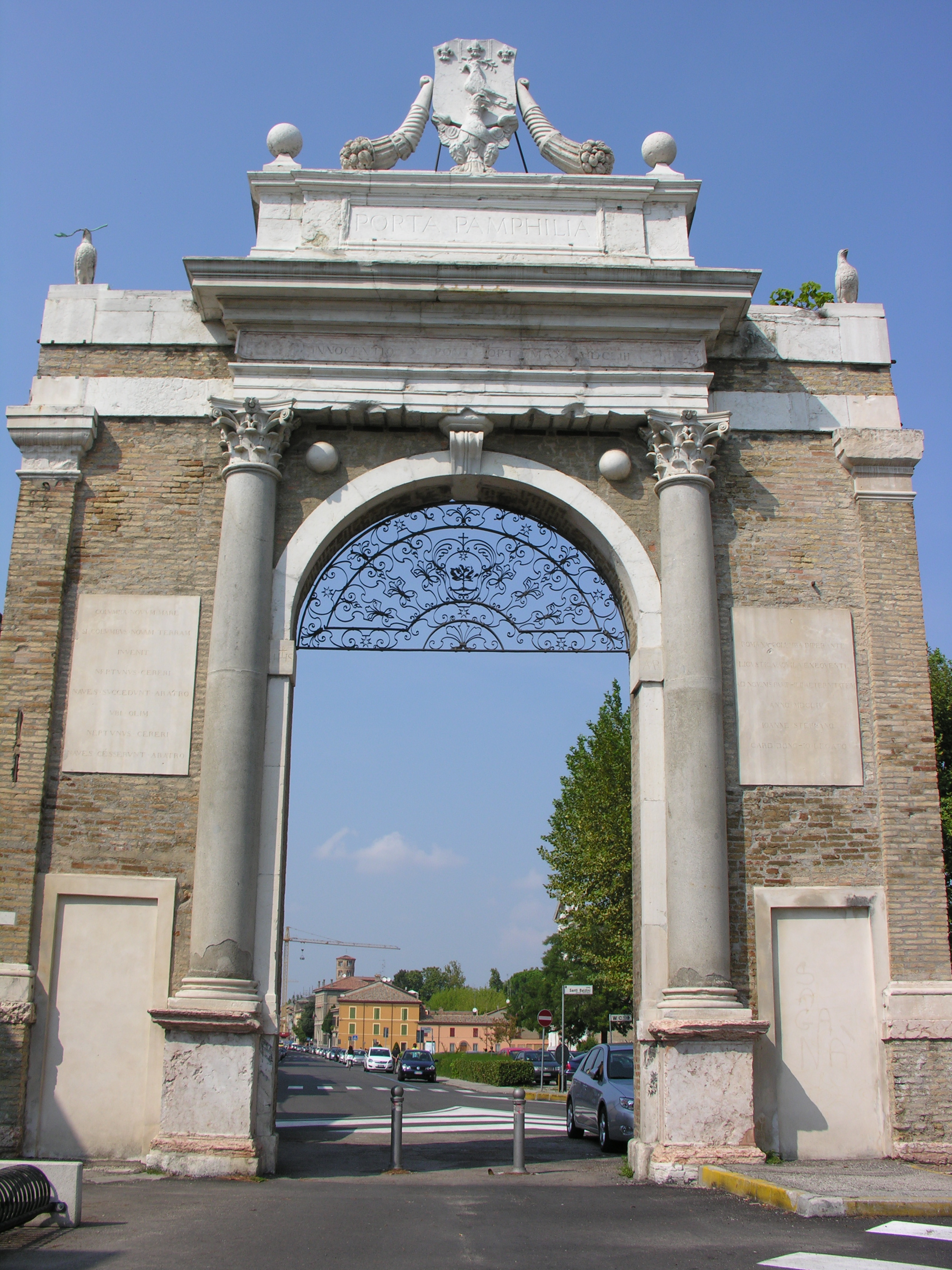
Vue extérieure.
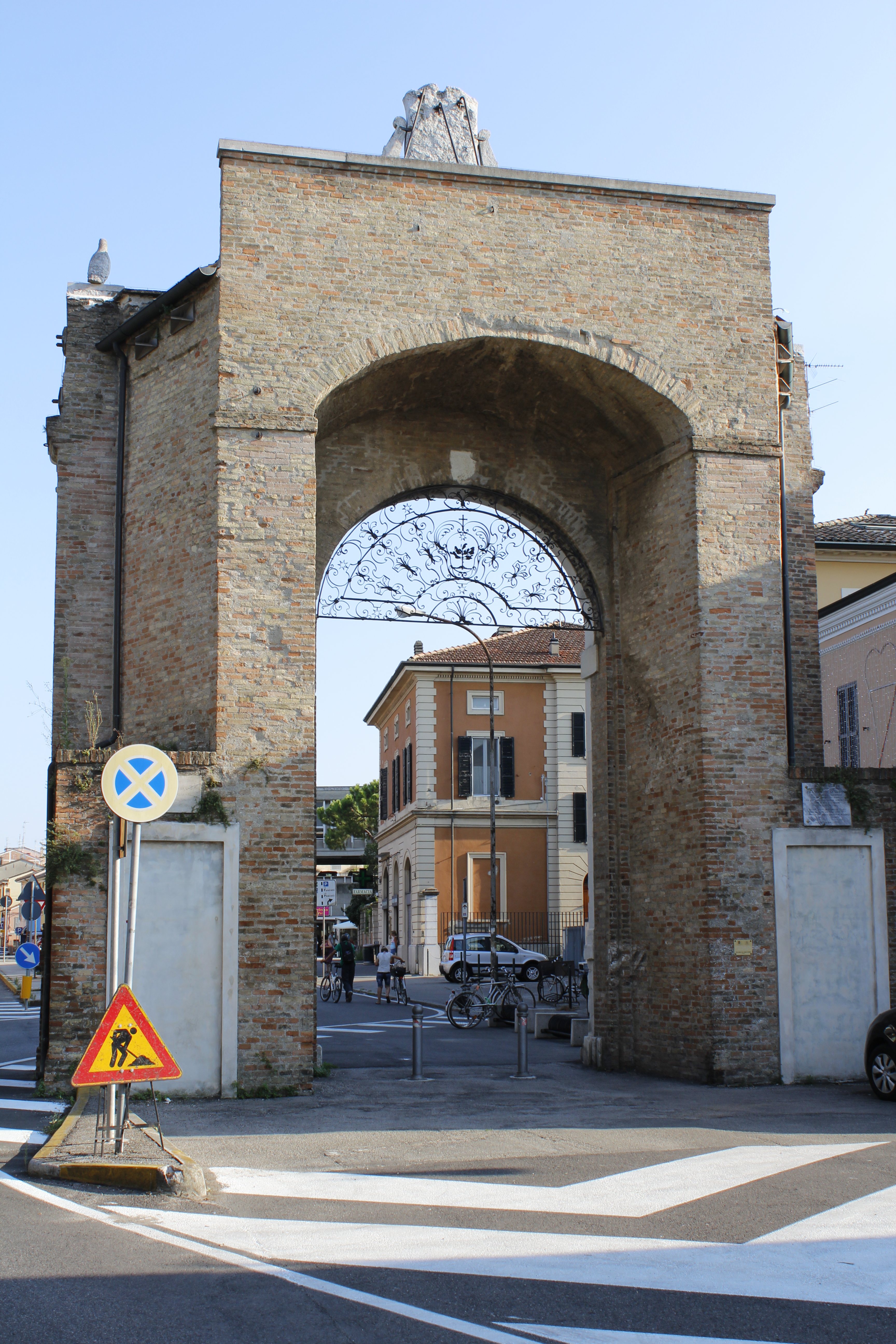
Vue intérieure.
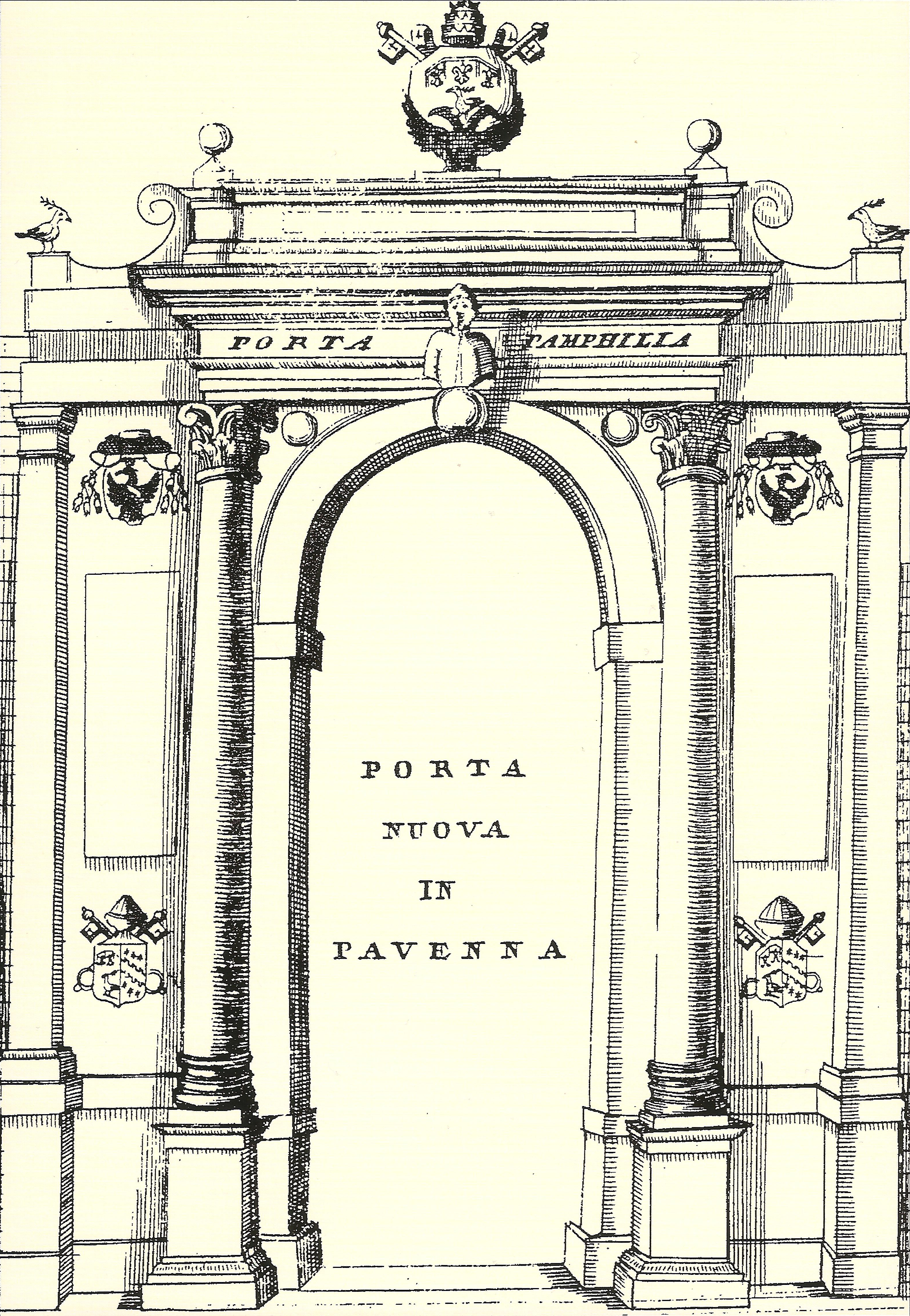
Dessin de porte par Vincenzo Coronelli, 1708-1709.
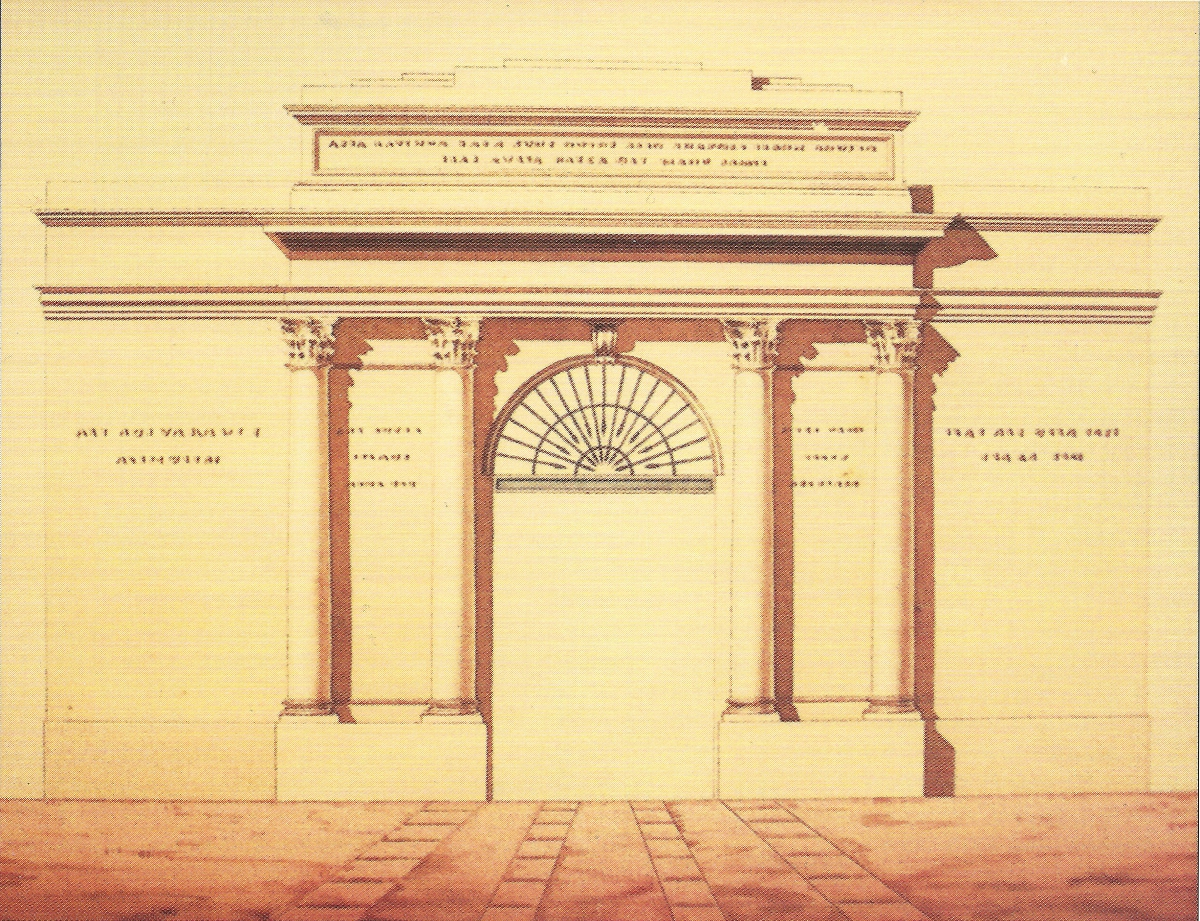
Projet de réduction de Porta Nuova, Pietro Matteucci.
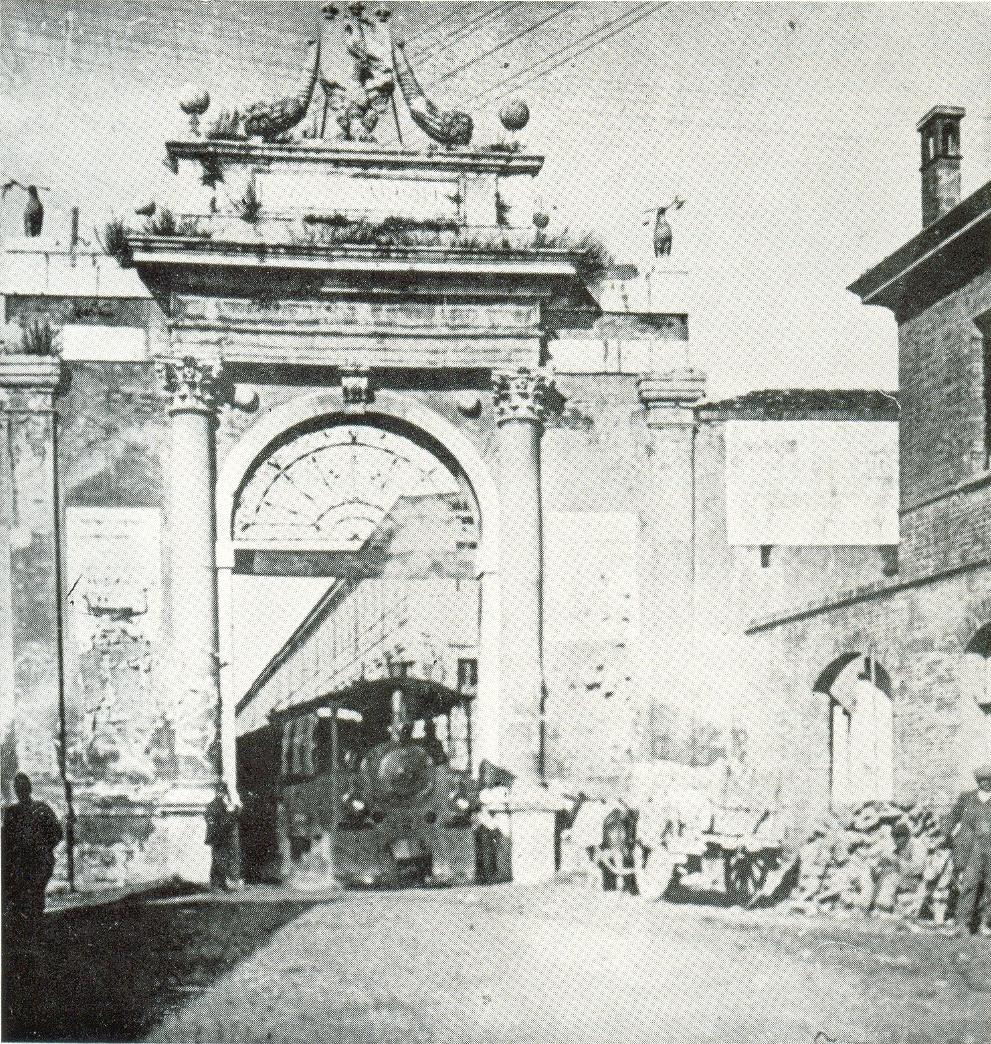
Locomotive du tramway Forlì-Ravenne passant sous la Porta Nuova.

Entre 1883 et 1929, le tramway Forlì-Ravenne passait juste sous la porte, pour continuer vers Forlì. 
Sur la façade intérieure, deux petites plaques commémoratives ont été ajoutées en l'honneur de Francesco Segurini et Mario Montanari décédés respectivement en 1921 et 1944. 
En 1997, sur le mur intérieur de la porte, une plaque commémorative en marbre a été apposée pour le 53e anniversaire de la libération de la ville qui a eu lieu à la fin de la Seconde Guerre mondiale. 
En 2004, la municipalité de Ravenne a commandé des travaux de restauration et de consolidation visant à améliorer l'intégrité structurelle du bâtiment.